# Blue Lines
Blue Lines е дебютният албум на британската електронна група „Масив Атак“. Издаден е на 8 април 1991 година от „Върджин Рекърдс“.
Blue Lines често е смятан за първия трип-хоп албум, въпреки че този термин все още не се използва по това време. Албумът постига значителни успехи във Великобритания и достига №13 в класацията за албуми. Представлява комбинация от електронна музика, хип-хоп, дъб, соул от 70-те и реге. След излизането му „Масив Атак“ се утвърждава като една от най-оригиналните британски групи от 90-те години, както и основател на т.нар. бристолски звук. Според музикалния критик Саймън Рейнолдс, албумът отбелязва промяна в електронната/денс музиката „към по-интимен, съзерцателен звук. Песните в Blue Lines са с темпото на джойнт – преминават от меки, стъпващи по луната 90 удара в минута...до подчертано летаргичните 67 удара в минута.“ Групата черпи своето вдъхновение от концептуални албуми на най-различни музиканти: „Пинк Флойд“, „Пъблик Имидж Лимитид“, Били Кобам, Хърби Хенкок и Айзък Хейс.
В няколко от песните в Blue Lines са включени брейкбийтове, семплиране и рапиране, но продукцията на албума се различава от традиционния хип-хоп. „Масив Атак“ подхождат към произхождащото от САЩ хип-хоп движение от гледната точка на британския „ъндърграунд“. Албумът включва вокални изпълнения на Шера Нелсън и Хорас Енди, както и рапиране от Трики Кид.
Списък на песните:
1. Safe from Harm – 5:18
2. One Love – 4:48
3. Blue Lines – 4:21
4. Be Thankful for What You Got – 4:09
5. Five Man Army – 6:04
6. Unfinished Sympathy – 5:08
7. Daydreaming – 4:14
8. Lately – 4:26
9. Hymn of the Big Wheel – 6:36